# Jivdhan-Fort
Das abgelegene Jivdhan-Fort (Marathi जीवधन) ist eine Bergfestung (hill fort) und eine der bedeutendsten historischen Festungsanlagen im Westen des indischen Bundesstaats Maharashtra; es ist eng verbunden mit der Geschichte der Marathen.

## Lage
Das Jivdhan-Fort befindet sich auf einem ca. 1145 m hohen und etwa 80 km (Luftlinie) von der Arabischen See entfernten Berg der Westghats (auch Sahyadri-Range) auf dem Dekkan-Hochland. Die Millionenstädte Mumbai und Pune befinden sich etwa 165 km (Fahrtstrecke) westlich bzw. 125 km nördlich; nächstgelegene Stadt ist das ca. 30 km südöstlich befindliche Junnar.

## Geschichte
Obwohl die Ursprünge der Festungsanlage möglicherweise bis in die Satavahana-Zeit zurückreichen, stammt ihr heutiger Zustand im Wesentlichen aus der Zeit des im Jahr 1674 zum König (chhatrapati) erhobenen Marathenführers Shivaji († April 1680), der selbst jedoch hauptsächlich vom Raigad-Fort aus regierte. Mit der Niederlage der Marathen im dritten Marathenkrieg fiel es im Jahr 1818 an die Briten.

## Architektur

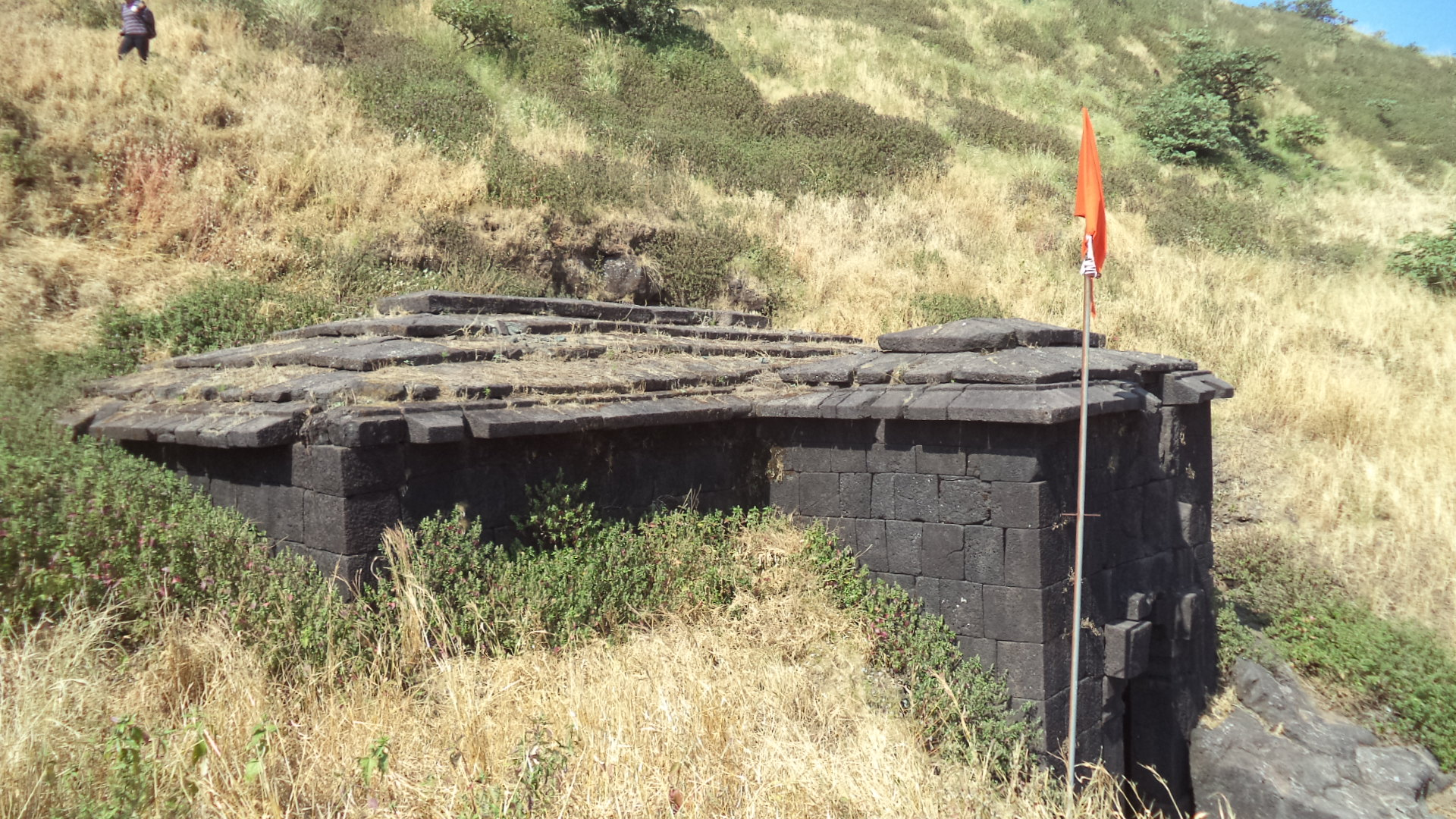
Speichergebäude (heute Tempel)

Das auf einem nach allen Seiten steil abfallenden Tafelberg errichtete Fort ist in wesentlichen Teilen aus exakt behauenen Steinen errichtet; nur bei Teilen der Außenmauern wurden Bruchsteine verwendet. Von ehemals mehreren Toren auf dem Weg nach oben sind nur das Haupttor und das Kalyan-Tor in halbwegs guten Zustand erhalten; von den Bauten im Fortbereich sind nur noch drei kleinere Zisternen und einige Speicherbauten übrig.